# Ulrichsholz
Ulrichsholz ist ein Gemeindeteil der Gemeinde Schneizlreuth im oberbayerischen Landkreis Berchtesgadener Land.

## Geographie
Das Dorf liegt an den Bundesstraßen 21 und 305, die in diesem Bereich eine gemeinsame Trasse benutzen. Erreichbar ist Ulrichsholz nur von dieser Straße aus.
Eine Höhle, die ca. 300 m von der Kapelle Schneizlreuth entfernt ist, ist ein Geländedenkmal.